# Treća liga SR Jugoslavije 2000-2001
La Treća liga SR Jugoslavije 2000-2001 è stata la 9ª edizione della terza divisione di calcio per squadre della Repubblica Federale di Jugoslavia.

## Serbia

### Vojvodina
```
Veternik                     85

Solunac (Karađorđevo)        67

Srem (Sremska Mitrovica)     64
Kikinda                      60
Elan (Srbobran)              59
Inđija                       52
Radnički (Bajmok)            50
AIK Bačka Topola             50
Radnički (Sutjeska)          47
Begej (Žitište)              46
Tekstilac Ites (Odžaci)      45
Bačka (Bačka Palanka)        45
Jedinstvo Stević (Kačarevo)  45
Crvenka                      44
Vojvodina (Tovariševo)       44

Vršac Jedinstvo              34

Sutjeska (Bačko Dobro Polje) 31

Proleter (Ravno Selo)         5
```

```
SPAREGGI SALVEZZA:

La 16ª classificata (
Vršac Jedinstvo
) va agli spareggi con le seconde classificate dei 3 gironi della Vojvođanska liga: 
Polet Karavukovo
 (nord), 
Šajkaš Kovilj
 (ovest) e 
Jedinstvo Novi Bečej
 (est)

Semifinali

Šajkaš (Kovilj) - Polet (Karavukovo)         3-0 e 0-3 (4-5 
dcr
)
Jedinstvo (Novi Bečej) - Vršac Jedinstvo     3-1 e 2-2

Finale

Polet (Karavukovo) - Jedinstvo (Novi Bečej)  4-1 e 3-3
```

```
Veternik
 e 
Solunac
 promossi in 
Druga liga SR Jugoslavije 2001-2002

Proleter NS
, 
Sutjeska BDP
 e 
Vršac Jedinstvo
 retrocedono nelle 
Zonske lige
```

### Belgrado
```
Mladenovac                   67

Balkan Mirijevo              66

Srem Jakovo                  64
Palilulac                    64
Voždovac                     55
Žarkovo                      50
Mladi Obilić                 49
Dorćol                       48
Grafičar                     44

Radnički Obrenovac           41
 si fonde con il Milicionar e ne rileva il titolo sportivo
Komgrap                      39
Sinđelić                     39
Polet Mirosaljci             39
Zmaj Zemun                   38
Trudbenik                    37
BASK                         37
Polet Beograd                35
Crvena zvezda MML            30
```

### Danubio
Alcune squadre partecipanti:
- Radnički Klupci (vincitore)
- Mačva Šabac
- Rađevac Krupanj

### Moravia
Alcune squadre partecipanti:
- Polet Ljubić (vincitore)
- Remont Čačak

### Timok
Alcune squadre partecipanti:
- Građanski Svilajnac (vincitore)
- Jagodina
- Morava Ćuprija
- Timok Zaječar

### Niš
Alcune squadre partecipanti:
- Radnički Pirot (vincitore)
- Car Konstantin
- Dinamo Vranje
- Sinđelić Niš
- Svrljig
- Vlasina

## Montenegro
```
Mornar Bar                   89

Petrovac                     73

Ribnica Podgorica            71
Kom Podgorica                69
Jezero Plav                  59
Zora Spuž                    57
Arsenal Tivat                51
Gusinje                      49
Igalo                        42
Crvena stijena Podgorica     39
Pljevlja                     38
Bratstvo Cijevna             38
Crvena zvijezda Danilovgrad  37
Tekstilac Bijelo Polje       36
Cetinje                      36
Rumija Bar                   35
Dečić Tuzi                   22
Polimlje Murino              15
```